# Elizabeth Hirsh Fleisher
Elizabeth R. Hirsh Fleisher (28 de agosto de 1892 – 8 de junio de 1975) fue la primera mujer arquitecta registrada en la ciudad de Filadelfia, Pensilvania, y la cuarta mujer en lograrlo a nivel estatal.

## Primeros años

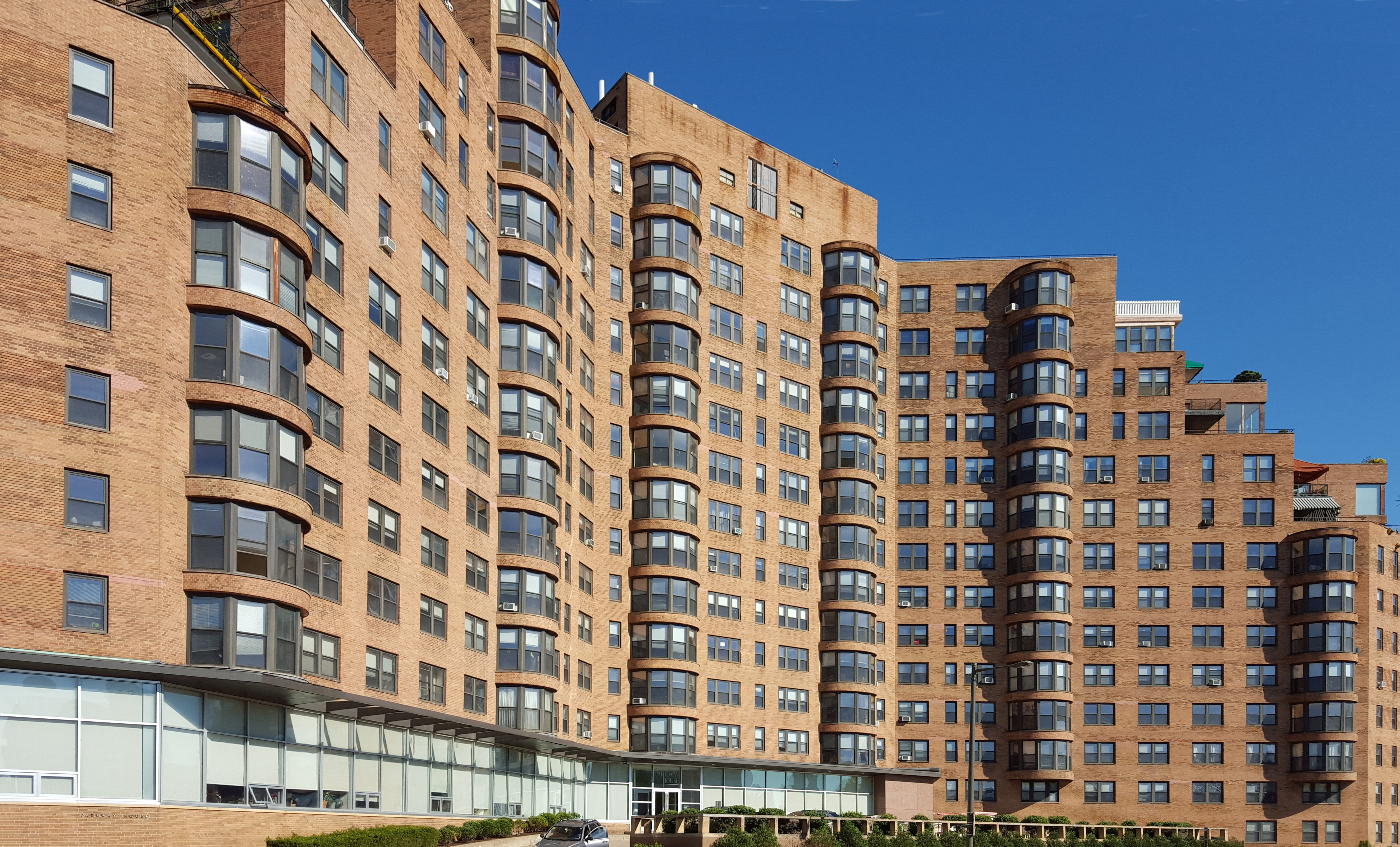
La casa Parkway en Filadelfía 2015

Elizabeth R. Hirsh Fleisher nació en Filadelfia el 28 de agosto de 1892, hija de Harry B. Hirsh y Minnie Rosenberg Hirsh. En 1910, se graduó en la Escuela Superior para Mujeres de Filadelfia y en 1914 recibió un grado en artes del Colegio Wellesley. En 1917 sirvió como presidenta del Club Wellesley de Filadelfia. En 1929 obtuvo su Maestría en Arquitectura en la Escuela de Arquitectura de Cambridge.

## Carrera

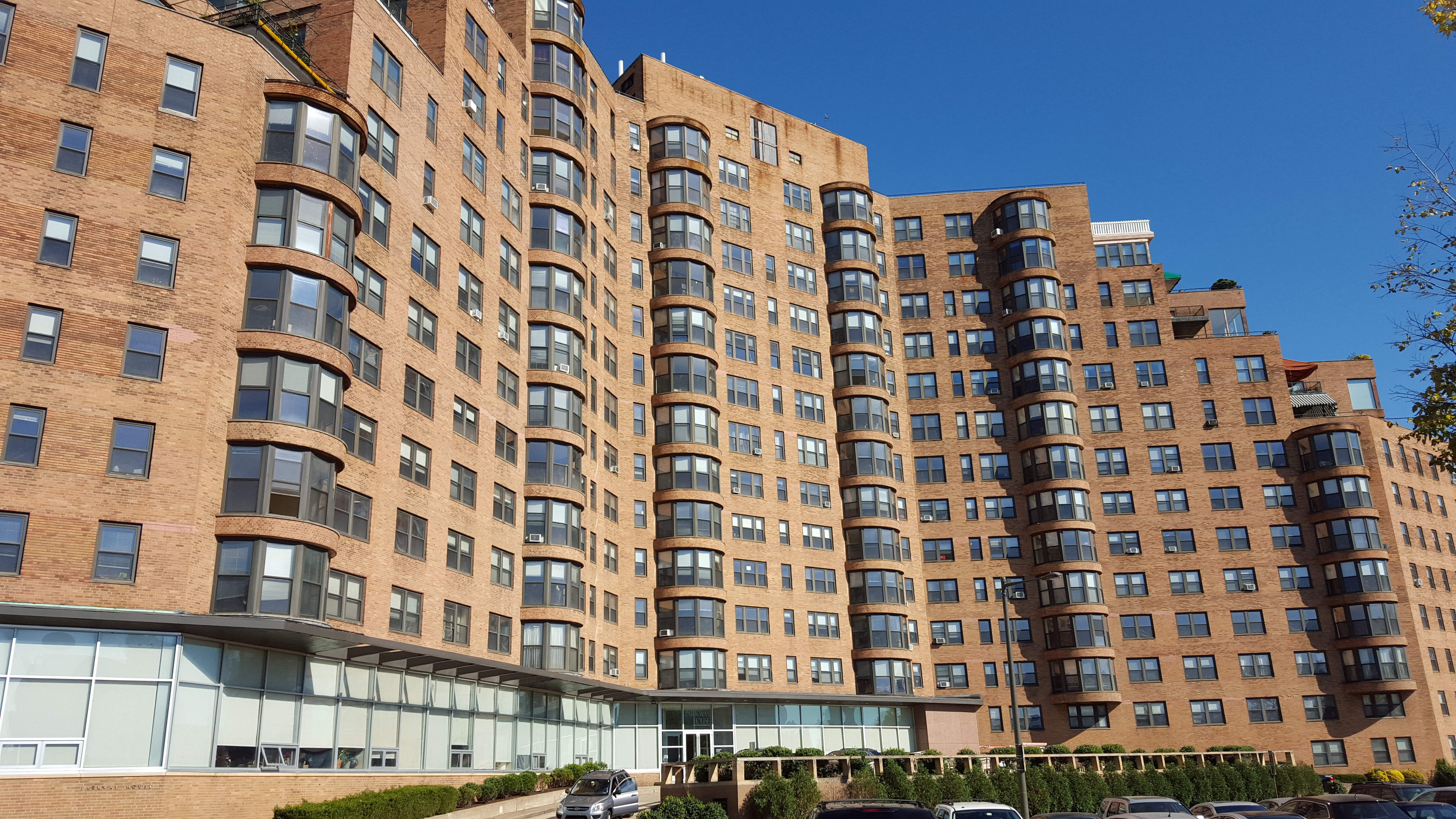
La Casa Parkway en Filadelfia

Hizo equipo con Gabriel Roth en 1941 para fundar la firma Roth & Fleisher, y trabajaron juntos hasta su retiro en el año 1958. Construyeron fábricas, teatros, edificios de apartamentos y construcciones para la exhibición de automotores. La firma es conocida por diseñar la Casa Parkway en Filadelfia.
Fleisher falleció el 8 de junio de 1975, y sus restos descansan en el Cementerio Mount Sinai de su natal Filadelfia.